# Norm Odinga
Norman Hendrik Odinga (Edmonton, 11 febbraio 1963) è un ex calciatore ed ex giocatore di calcio a 5 canadese.

## Carriera

### Calcio
Con la Nazionale canadese di calcio ha disputato sei gare ufficiali segnando una rete.

### Calcio a 5
Odinga ha disputato, con la Nazionale maschile di calcio a 5 del Canada, il FIFA Futsal World Championship 1989 in cui i nordamericani, inseriti nel girone comprendente Belgio, Argentina e Giappone, sono stati eliminati al primo turno.